# Sven Eriksson
Sven Olov Eriksson, senare Daleflod, född 5 september 1919 i Floda församling, Kopparbergs län, (församling i Dala-Floda, Gagnefs kommun), död där 10 april 2009, var en svensk friidrottare (spjutkastning). Han tävlade för Dala-Floda IF. Han var 5:a på EM 1946 och vann SM 1942-1945.